# Mocuba
Mocuba é uma cidade e um município da província da Zambézia, em Moçambique, situada nas margens do rio Licungo.
Para além de capital do distrito de Mocuba, esta urbe é também sede do posto administrativo da Cidade de Mocuba.
Foi vila até 12 de fevereiro de 1971, altura em que foi elevada a cidade.

## História
Em 1998, Mocuba foi uma das 23 cidades que se tornaram municípios, com um governo local eleito, fazendo parte então de um total de 33 municípios iniciais. Esta lista incluía ainda, da província, a vila de Milange, a cidade de Gurué e a capital Quelimane.
O município do Mocuba tinha, de acordo com o Censo de 1997, uma população de 57 584 habitantes.

## Geografia
O posto administrativo da Cidade de Mocuba, para além do município do Mocuba, inclui ainda a localidade de Munhiba.
De acordo com o Censo de 2007, este patamar administrativo incluia uma população de 168 736 residentes.

## Infraestrutura

### Transportes
A principal ligação de Mocuba com o território nacional é rodoviária, sendo que a principal via é a rodovia N1, que a liga a Namacurra, ao sul, e a Mugeba, ao norte. Outra ligação importante é feita pela rodovia N321 até a localidade de Namanjavira, à oeste.
Anteriormente a sede municipal era ligada a Quelimane pelo Caminho de Ferro Transzambeziano, que utilizava o importante porto de Quilimane para escoamento de produtos agrícolas e semi-beneficiados. O trafego no caminho de ferro está suspenso por falta de manutenção.
Em Mocuba também existe o Aeródromo de Mocuba.

### Educação
Na cidade há um campus da Universidade Zambeze, que serve como sede para a Faculdade de Engenharia Agronómica e Florestal (FEAF).